# Csanád Szegedi
Csanád Szegedi (* 22. září 1982, Miskolc, Maďarsko) je bývalý místopředseda maďarské ultrapravicové strany Jobbik původně známý pro své antisemitské názory. Po tom, co zjistil, že má židovské kořeny, vystoupil ze strany, otočil své názory a rozhodl se i s rodinou přestěhovat do Izraele.

## Ultrapravicový politik
Od počátků strany Jobbik v roce 2003 byl Szegedi jejím členem a jako jeden z nejviditelnějších a nejhlasitějších členů byl v roce 2006 zvolen místopředsedou strany a stal se jedním z nejvýraznějších představitelů.
V roce 2007 spoluzakládal polovojenskou Maďarskou gardu, která byla v roce 2009 soudem zakázána, protože její uniformy a vlajky nápadně připomínaly uniformy a vlajky nacistických Šípových křížů, které měly na svědomí 50 tisíc životů Židů a 500 tisíc Židů pomáhaly deportovat do koncentračních a vyhlazovacích táborů.
V roce 2009 byl za Jobbik zvolen do Evropského parlamentu, kde například v roce 2010 žádal o dočasné vyloučení Slovenska z Evropské unie kvůli slovenskému jazykovému zákonu, který považoval za rasistický.
Když v roce 2012 zjistil svůj židovský původ, otočil své antisemitské názory, ze strany odešel a z volených funkcí odstoupil.

## Objevení židovských kořenů
Szegediho babička z matčiny strany byla Židovka. Během války byla deportována do Osvětimi, z které se po válce vrátila. Když to Szegedi v roce 2012 zjistil, vystoupil z ultrapravicové strany Jobbik, která se od něj okamžitě distancovala. V roce 2016 se rozhodl i s rodinou odstěhovat se do Izraele, kde by chtěl pracovat v některé ze sionistických organizací.
O jeho přeměně z antisemity na ortodoxního žida pojednává dokument Lepší mlčet (2016).
| „                | Být Židem má mnoho pozitivních i negativních faktorů, ale největším darem je existence státu Izrael. Po noční můře holokaustu chceme být i s rodinou součástí pozitivního snu, který stát Izrael poskytuje. | “ |
| — Csanád Szegedi | |   |

| „                | Izrael je úžasná země ... chci pokračovat v mých aktivitách proti antisemitismu. | “ |
| — Csanád Szegedi |                                                                                  |   |